# Örsöd
Örsöd ([ˈøɾʃød], en allemand Breiter Marast und Tabaner Hutweide Berg) est un quartier de Budapest, situé dans le 11e arrondissement.